# Euphorbia elastica
Euphorbia elastica là một loài thực vật có hoa trong họ Đại kích. Loài này được Jum. mô tả khoa học đầu tiên năm 1905.